# Кокорино (Карелия)
Коко́рино — заброшенная деревня в Кондопожском районе Карелии, расположенная на берегу Онежского озера и в трёх километрах к западу от Юнозера.
В различное время деревня входила в состав:
1. Спасского погоста в Кижах Заонежской половины Обонежской пятины Новгородской земли
2. Викшезерского общества Кондопожской волости Петрозаводского уезда Олонецкой губернии
3. Уницкого сельсовета Кондопожского района Карелии

## История
Упоминание деревни в документах:

1. Погост Спасской в Кижах.
Прибыло:
<…>Дер. на Милой Губе:
® Данилко Родивонов, ® Ронко Алексеев, ® Савко Терехов, обжа
, сеют в поле ржы пол-2 коробьи
, сена косят 20 коп<ен>.
Дер. на Милой Губе словет Кокорин остров:
® Микитко Есипов, ® Куземка Григорьев, обжа, сеют в поле ржы пол-2 коробьи, сена косят 15 коп<ен><…>

2. Заонежские погосты.
<…>Пустошь, что была деревня на Малой ж губе Данилка Родионова, а в ней пашни лесом поросло 10 чети в поле, а в дву по тому ж, сена 20 копен. Обжа.<…>
Пустошь, что была деревня на Малой губе словет Кокорин остров, Пашни лесом поросло 10 чети в поле, а в дву по тому ж, сена 15копен. В пусте обжа.<…>

3. <…>Деревня на Мѣлой губѣ Данилки Родионова а в ней крестьяне:
® Саливанко Аканьинъ збратьями сродными с Олешкой да с Киришкой ® Потапко<?> Окатцев<?> збратомъ сроднымъ со Гришкой<?>
// л. 56
® бобыль Трифонко Денисовъ
Деревня на Малой губѣ Кокоринъ островъ а в ней крестьяне
® Микитка Софотцевъ збратомъ Фед<ь>кой, с Ивашкой ® Дорофейко Борисовъ ссыномъ стихономъ ® бобылка вдова Агратиница
// л. 56 об.
родионовская жана Борисова.<…>

4. Перепись 1873 г.:
Петроз. уездъ, 2й станъ (на Повенецкомъ тракте) Кокоринъ-островъ, на острове озера Онеги, 118 верст отъ Петрозаводска, 61 верста отъ становаго квартала (въ селе Кондопоге). Деревня, 12 домовъ, 48 мужчин, 58 женщинъ.

5. Перепись 1894 г.:
Петроз. уездъ, Кондопожская волость, Викшезерское общество. Деревня Кокоринъ островъ, 14 домовъ, 63 мужчины, 45 женщинъ.

6. 1905 г.:
Петроз. уездъ, Викшезерское общество, деревня Кокоринъ островъ при Онежскомъ озере, 112 верстъ отъ Пска, 55 верстъ отъ волостнаго правленія, 2 версты отъ ближняго поселка, есть школа, 45 верстъ до почтоваго отделенія, 46 — отъ пароходной пристани. Домовъ крестьянскихъ 16, некрестьянскій 1. Семей крестьянскихъ 17, некрестьянская 1. 67 мужчин-крестьян, 62 крестьянки и 1 учительница. 20 лошадей, 65 коровъ, 53 прочих.

7. 1926 г.:
Кондопожский район, Уницкий сельсовет, деревня Кокорин-остров, 17 крестьянских домов, 1 некрестьянский, 61 мужчина, 61 женщина, все русские.

8. 1933 г.:
Кондопожский район, Уницкий сельсовет, деревня Кокорина 60 мужчин, 52 женщины.